# El crist
El Crist o Crist de Sant Joan de la Creu és un oli sobre tela pintat el 1951 pel pintor empordanès Salvador Dalí que es conserva a la Kelvingrove Art Gallery and Museum de Glasgow (Escòcia). S'hi representa Crist crucificat en posició inclinada abocat sobre el paisatge de Portlligat. El 2023 la pintura fou exposada al Teatre-Museu Dalí.